# Аракуры
Аракуры (лат. Pithys) — род птиц из семейства типичных муравьеловковых (Thamnophilidae).
Род был установлен французским орнитологом Луи Пьером Вьейо в 1818 году. Типовым видом является султанолобая аракура (Pithys albifrons).

## Этимология
Автор описания таксонов не объяснил происхождение родового имени, возможно, полученное из языка гуарани, используемого Азарой в 1802—1805 годах, или комбинации имени Пипры с латинским словом thlypis, означающим «пение птицы».

## Биологическое описание
Длина тела — 12-14 см, масса — 18-31,5 г. Встречаются в подлеске низменных дождевых лесов. Белолицая аракура, очень редкий вид, был вновь открыт в 2001 году.
Виды этого рода являются специализированными птицами, сопровождающие кочевых муравьёв, которые зависят от стай кочевых муравьев, вспугивающие насекомых и других членистоногих из листовой подстилки.

## Таксономия и систематика
Род содержит два вида:
- Султанолобая аракура Pithys albifrons (Linnaeus, 1766)
  - Pithys albifrons albifrons (Linnaeus, 1766)
  - Pithys albifrons peruvianus (Taczanowski, 1884)
- Pithys castaneus Berlioz, 1938 — Белолицая аракура